# Seleucosorus punctatissimus
Seleucosorus punctatissimus är en skalbaggsart som beskrevs av Reiche 1861. Seleucosorus punctatissimus ingår i släktet Seleucosorus och familjen Hybosoridae. Inga underarter finns listade i Catalogue of Life.